# 임성재 (골프 선수)
임성재(1998년 3월 30일 ~ }는 PGA 투어에서 활동하는 대한민국의 골프 선수이다.
2022년 8월 29일 pgatour 2021-2022년 최종전에서 공동2위를 차지하였다.

## 프로 경력
2015년 프로로 전향했다. 2016년과 2017년에는 일본 골프 투어에서 뛰었고, 베스트 피니시는 2017 마이나비 ABC 챔피언십 공동 준우승이다. 2017년에 그는 투어 상금 목록에서 12위, 평균 득점에서 5위를 기록했다. 그는 2017 T-up Gswing Mega Open에서 공동 준우승을 차지하며 최고의 피니시를 기록했다.
2017년 12월 임성재는 Web.com Tour Q-school에서 3라운드 60타를 포함해 2위를 기록했다. 시즌 첫 대회인 The Bahamas Great Exuma Classic에서 우승하여 19세 292일, Web.com 투어 역사상 최연소 우승자가 되었다. 19세 238일의 제이슨 데이만이 더 젊은 우승자였다. 임성재는 바하마 그레이트 아바코 클래식, 녹스빌 오픈, 피나클 뱅크 챔피언십 등에서 3차례 단독 준우승을 기록했고, 윈코 푸즈 포틀랜드 오픈에서 우승하며 정규 시즌을 마쳤다. 그는 정규 시즌 상금 목록을 이끌었고 Web.com 투어 올해의 선수로 선정되었다.
2018-19 PGA 투어 시즌에 임성재는 PGA 투어 올해의 신인상을 수상했다. 그는 페덱스 컵 시대에 투어 챔피언십에 진출한 13번째 신인 선수가 되었으며, 최종적으로 순위 19위를 기록했다. 임성재는 선발(35개)과 컷(26개)에서 투어를 이끌었고 그의 118라운드는 2위 경쟁자보다 18라운드가 많았다. 그는 2019년에 아놀드 파머 인비테이셔널에서 공동 3위를 기록하며 7번의 톱 10에 진입했고 이득타수 17위에 올랐다. 임성재는 스튜어트 싱크(1996-97)에 합류해 시즌 연속 콘페리 투어 올해의 선수와 PGA 투어 올해의 신인상을 받은 유일한 선수다.
2019년 9월 22일, 임성재는 세바스티안 무뇨즈와의 플레이오프에서 미시시피주 잭슨에서 열린 샌더슨 팜스 챔피언십(Sanderson Farms Championship)에서 패했다.
2019년 12월 호주 로열 멜버른 골프 클럽에서 열린 2019 프레지던츠컵에 국제팀에서 뛰었다. 미국 팀이 16-14로 승리했다. 임성재는 3-1-1로 갔고 게리 우들랜드와의 일요일 단식 경기에서 승리했다.
임성재는 2020년 3월 1일 플로리다주 팜비치가든스의 PGA 내셔널 리조트 앤 스파에서 열린 혼다 클래식에서 최종 라운드 66타, 총점 -6점으로 우승했다. 그는 매켄지 휴즈(Mackenzie Hughes)보다 1타 앞서며 페덱스컵 순위에서 2위에 올랐다.
2020년 11월 마스터스 토너먼트 공동 2위; 더스틴 존슨에 5타 뒤진 것.
임성재는 2021년 10월 10일 네바다주 라스베이거스 TPC 서머린에서 열린 슈라이너스 칠드런스 오픈에서 개인 통산 100승 만에 두 번째 PGA 투어 우승을 차지했다. 임성재는 이날 최종 라운드에서 9언더파 62타를 쳐 매튜 울프를 4타차로 이겼다.
임성재는 2022년 프레지던츠 컵에서 인터내셔널 팀에 출전할 자격을 얻었다. 그는 그가 치른 5경기 중 2승 1무 2패를 기록했다.
임성재는 2023년 5월 코리안 투어 우리금융그룹 챔피언십에 출전하기 위해 PGA 챔피언십 일주일 전인 한국을 찾았다. 마지막 홀에서 상하 버디를 포함해 최종 라운드에서 68타를 쳐 원타 차로 승리했다.